# Schwingungen
Schwingungen war eine deutsche Hörfunksendung zur elektronischen Musik. Nach einer Pilotfolge im Jahr 1981 wurde sie von Januar 1984 bis März 1995 vom Westdeutschen Rundfunk WDR ausgestrahlt. Moderator der Sendung war der Musikjournalist Winfrid Trenkler.

## Geschichte
Bereits seit den 1970er-Jahren moderierte Trenkler die Sendung „Rock In“ auf WDR 2, in der er Rockmusik außerhalb des Mainstreams präsentierte. Hier spielte er erstmals auch jene Künstler aus dem Genre des so genannten Krautrock, die sich hauptsächlich mit den damals neuartigen Synthesizern beschäftigten, wie zum Beispiel Klaus Schulze, Tangerine Dream und Ash Ra Tempel. Aber auch Stücke von Elektronik-Pionieren wie Jean Michel Jarre und Kraftwerk fanden bereits ihren Weg in die Sendung.
Im Januar 1984 startete Trenkler mit seiner neuen Sendung „Schwingungen“, die zunächst jeden zweiten Donnerstag ausgestrahlt wurde. Als Titelmelodie diente das Stück „So weit – so gut!“ von Harald Grosskopfs Album „Synthesist“. Zum Juni 1986 wechselte er zusammen mit beiden Sendungen zum WDR 1. Nachdem „Rock In“ im Januar 1988 abgesetzt wurde, lief „Schwingungen“ fortan wöchentlich jeweils Donnerstag von 22:05 Uhr bis Mitternacht. 1994 wechselte die Titelmusik zu dem Stück „Departure“ von Michael Garrisons Album „Eclipse“.
Ende März 1995 wurde die letzte Sendung ausgestrahlt, da nach der Programmreform des WDR, bei der aus WDR 1 das neue 1 Live wurde, kein Sendeplatz mehr für dieses Format war.

## Inhalt und Sonderveranstaltungen
Neben oft recht ausführlich vorgestellter Musik und Musikern durch Trenkler waren auch des Öfteren Gäste zum Interview im Studio. Die einzelnen Musikstücke, die in der elektronischen Musik bekanntermaßen auch weit über die übliche Liedlänge hinausgehen, wurden meist ausgespielt. Ebenso wurden auch Live-Konzerte übertragen, wie das „Dome Event“ mit Klaus Schulze in Köln.
Am Ende jedes Jahres wurden die „Schwingungen-Wahlen“ abgehalten, bei denen die Hörer in den Kategorien beste CD, bester Künstler, bester Titel und bester Neuling abstimmen konnten. Nach Einstellung der Sendung wurden diese Wahlen durch den Förderverein Schallwende e. V. bis ins Jahr 2006 weitergeführt. Die Preise für die Wahlsieger wurden auf einer Veranstaltung persönlich überreicht, die bis 2002 im Technologiezentrum Duisburg stattfand und von Trenkler moderiert wurde. Die beiden letzten Veranstaltungen dieser Art fanden auf Burg Satzvey in der Eifel statt, ausgerichtet von Lothar Lubitz von dem Musikportal und Label SynGate.
Neben der Preisverleihung organisierte Trenkler in den 1990er-Jahren auch vier Veranstaltungen namens „Schwingungen draußen“, was einer Live-Aufführung der Sendung inklusive Interviews und Musik gleichkam. Die Veranstaltung fand zum ersten Mal am 20. Juni 1991 im Hücker Moor, anschließend zwei Mal an den Externsteinen (1991 und 1993) und zuletzt im Revierpark Mattlerbusch in Duisburg (1996) statt.

## Schwingungen – Radio auf CD
Mit Einstellung der Sendung begann Winfrid Trenkler die Radiosendung als monatlich erscheinende CD unter dem Namen „Winfrid Trenkler präsentiert: Schwingungen – Radio auf CD“ zu veröffentlichen. Die erste Ausgabe erschien als Nummer 6/95 im Juni 1995 und startete mit etwa 1000 Abonnenten. Der größte Unterschied zur Radiosendung war, dass das neue Format – aufgrund der Kapazität des Mediums – nicht den vollen Umfang der Sendung zu erhalten vermochte. So wurden z. B. Stücke lediglich angespielt. Für die Produktion und den Vertrieb der CDs zeichnete Trenkler gemeinsam mit Erich Schauder verantwortlich.
Seit Anfang des dritten Jahrtausends zog sich Winfrid Trenkler aus gesundheitlichen Gründen schrittweise von dem Projekt zurück, zunächst, indem er die Redaktion an Joerg Strawe (CUE Records) übergab und nur noch moderierte, und schließlich vollständig. Nach einigen Ausgaben ausschließlich mit Musik übernahm Uwe Brameier für einige CDs die Moderation. Beginnend mit Ausgabe 03/2005 erscheint die CD im Format einer Kompilation. Mit der Ausgabe 12/2022 wurde die Serie beendet.